# 安全基準
安全基準（あんぜんきじゅん）とは、「許容可能なまでにリスクを低減するための規制基準」である。
この「許容可能なリスク」が一部の専門家のみが共有できる水準なのか、広く国家国民で共有できる水準なのかで基準の考え方が異なる。「許容可能なリスク」の詳細は「安全」を参照のこと。

## 概要
グローバルスタンダードにおいては『危険をゼロにする「絶対安全」など存在し得ない』という前提になっており
、
安全基準もその考えが大前提である。
安全基準には、ISO / IECなどの国際規格、EN（欧州統一規格）などの地域規格、JIS（日本産業規格）などの国家規格に基づく「安全規格」、企業や事業者の「規則」に基づいたものがある。対象としては、製品安全のための基準や、労働者の安全衛生のための労働基準などがある。
安心と安全は全く異なる概念である。安全であるからと言って、安心であるとは限らない。
安心とは心や信頼関係によるものであり、安全は科学技術に基づく確率論や統計学的に算出されたものである。科学技術者は高い倫理観を持って、安全の確率や統計を算出することが必要とされる。
つまり、安全を担保するためには、安全の理念を共有するための安全文化の醸成が重要である

。

## 国家における安全基準
国家における安全基準は、安全標準規格(Safety standards)と混同して使われていることが多い。「国家の安全基準」すなわち「安全標準規格(Safety standards)」に適合しているからといって安全を担保しているか否かは別である。
『国家における安全基準は、最低限の規制基準であり、事業者は、これを満たすのは当たり前である。事業者は、危険源を網羅し、いかに安全レベルを高めるかが使命である。安全確保の第一義的責任は事業者にある。技術基準のあるべき姿は、「State of the Arts（常に最新の知見に基づき改善し、高みを目指す） 」である
』
。

## 安全基準の例
- おもちゃの安全基準「玩具安全基準（ST基準）」[4]。